# Рене Декарт
Рене́ Дека́рт (фр. René Descartes, лат. Renatus Cartesius — Ренат Картезій; 31 березня 1596, Ла-Е-ан-Турен (фр. La Haye en Touraine) (зараз місто Декарт), департамент Ендр і Луара, Франція — 11 лютого 1650, Стокгольм) — французький філософ, фізик, фізіолог, математик, основоположник аналітичної геометрії. У математиці Декарт запровадив декартову систему координат, дав поняття змінної величини і функції, ввів багато алгебраїчних позначень. У фізиці він сформулював закон збереження кількості руху, запровадив поняття імпульсу сили. Декарт — автор методу радикального сумніву в філософії, механіцизму у фізиці, ввів у науковий обіг поняття рефлексу.

## Біографія
Рене Декарт народився 31 березня 1596 року в місті Лае (тепер Декарт), департамент Ендр і Луара, Франція. Він отримав від батька невеликий спадок, який дозволив йому присвятити своє життя науці та мандрівкам. З 1607 по 1614 роки Декарт навчався в єзуїтському коледжі Генріха Великого в Ла-Флеші, де отримав добру гуманітарну та математичну освіту. Він проявляв великі здібності до філософії, фізики та психології. Через слабке здоров'я директор коледжу звільнив Декарта від відвідування ранкових богослужінь і дозволив йому залишатися у ліжку до полудня — звичка, яка збереглася у Декарта на все життя. Саме ці тихі ранкові години були для нього особливо живодайними у творчому відношенні.
Після коледжу Декарт навчався в університеті Пуатьє, отримавши в 1616 році диплом бакалавра і ліцензію правника, виконуючи волю батька, який бажав, щоб син став юристом.
Після закінчення освіти Декарт проводив у Парижі безтурботне життя, повне насолоди. Але врешті-решт такий спосіб життя став тягарем для нього, і він усамітнився для того, щоб присвятити себе математичним дослідженням. Коли Декарту виповнився 21 рік, він кілька років служив добровольцем в арміях Нідерландів, Баварії та Угорщини. За цей час Декарт набув непогані військові звички, а також деякі авантюрні риси характеру. Йому подобались бали та азартні ігри — при цьому гравцем він був дуже вдалим, у чому велику роль зіграв його математичний талант. Будучи на службі в герцога Максиміліана Баварського, Декарт брав участь у битві на Білій горі в околиці Праги, в листопаді 1620 року.
У 1629 році переїхав до Нідерландів. Єдиний його роман тривав лише три роки. Коханою Декарта була голландська жінка, яка в 1635 році народила від нього дочку. Декарт обожнював дитину і був сильно вражений раптовою смертю дочки у п'ятирічному віці. Він завжди казав про цю втрату як про найбільше нещастя у своєму житті.
Декарт надавав великого значення практичному використанню наукових знань. Так, його цікавило, яким чином можна зберегти волосся від посивіння. Він проводив також деякі досліди з кріслом-гойдалкою.
Одного разу під час служби в армії Декарту наснився сон, що мав велике значення для всього його життя. Цілий день 10 листопада він провів на самоті у своїй кімнаті, міркуючи над науковими та математичними проблемами. Це було в старовинному баварському будинку, де кімната зігрівалася великою дерев'яною піччю, що, мабуть, сприяло творчому процесу. Непомітно для себе Декарт задрімав, і йому наснилося, як він у майбутньому розповідав, що перед ним з'явився «дух правди» і почав докоряти йому за лінощі. Цей дух повністю оволодів свідомістю Декарта і переконав його в тому, що йому в житті необхідно довести придатність математичних принципів для пізнання природи та їхню велику користь, оскільки вони надають науковим знанням строгість та певність.
Для продовження занять математикою Декарт повернувся до Парижа, але столичне життя знову швидко набридло йому. Він продав маєток, який отримав від батька і переїхав до самотнього сільського будинку в Голландії. Його любов до самотності була настільки великою, що протягом двадцяти років він змінив 24 будинки в 13 різних містах і при цьому тримав свою адресу в таємниці навіть від найближчих друзів, з якими підтримував постійне листування. Його єдиними і незмінними вимогами до нового місця проживання були невелика відстань до католицької церкви та університету.

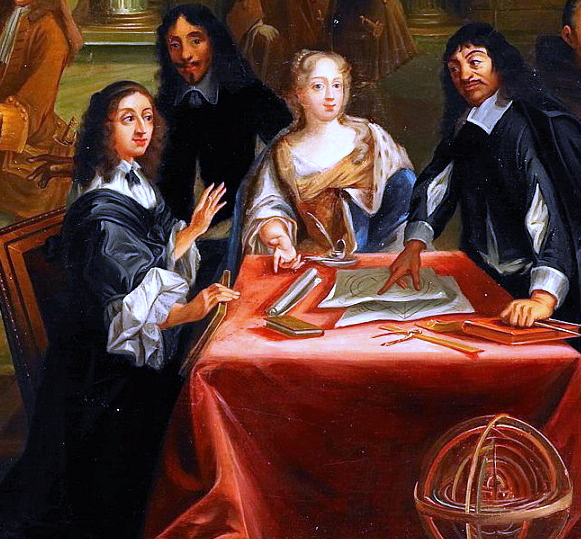
Рене Декарт з королевою Христиною

Зрештою на нього звернула свою увагу шведська королева Христина. Вона запросила Декарта давати їй уроки філософії. І хоч Декарт надто любив волю і самотній спосіб життя, він не міг не проявити поваги до королівського прохання. Королева прислала за ним військовий корабель, і наприкінці 1649 року Декарт ступив на землю Швеції. Проте королева Христина виявилась не зразковою ученицею. Вона могла викраяти для зустрічей з філософом лише дуже ранкові години — близько п'ятої години ранку. До того ж заняття проходили в погано прогрітій бібліотеці, а зима видалася дуже холодною. Кволий і хворобливий Декарт стійко переносив ранні підйоми та жорстокі ранкові холоди протягом майже чотирьох місяців. Проте зрештою він захворів на запалення легень і помер 11 лютого 1650 року.
Цікавим постскриптумом до смерті цієї великої людини, який віддав багато сил вивченню взаємодії тіла і душі, може послугувати історія його власного тіла після смерті. Через 16 років після смерті Декарта його друзі вирішили, що тіло має знаходитися у Франції. Але труна, яку надіслали до Швеції, виявилась занадто короткою. А тому шведська влада, не довго думаючи, вирішила відділити голову Декарта від тіла і поховати її окремо — доти, доки не будуть отримані розпорядження з Парижа.
Поки залишки філософа готували до відправки у Францію, французький посол вирішив, що непогано було б мати яку-небудь пам'ятку про великого співвітчизника. А тому він відрізав вказівний палець на правій руці Декарта. Тим часом тіло без голови і пальця було з великими церемоніями перепоховано в Парижі. Через декілька років один армійський офіцер викопав череп Декарта на сувенір, який потім протягом 150 років переходив від одного колекціонера до іншого, поки, нарешті, не був похований у Парижі.
Усі власні папери та рукописні роботи Декарта були зібрані і після його смерті морем відправлені до Парижа. Проте корабель затонув, не діставшись до причалу. Папери протягом трьох днів перебували під водою. У майбутньому знадобиться сімнадцять років, щоб відреставрувати записи Декарта й зробити їх придатними до друку.

## Наукові дослідження

### Математика

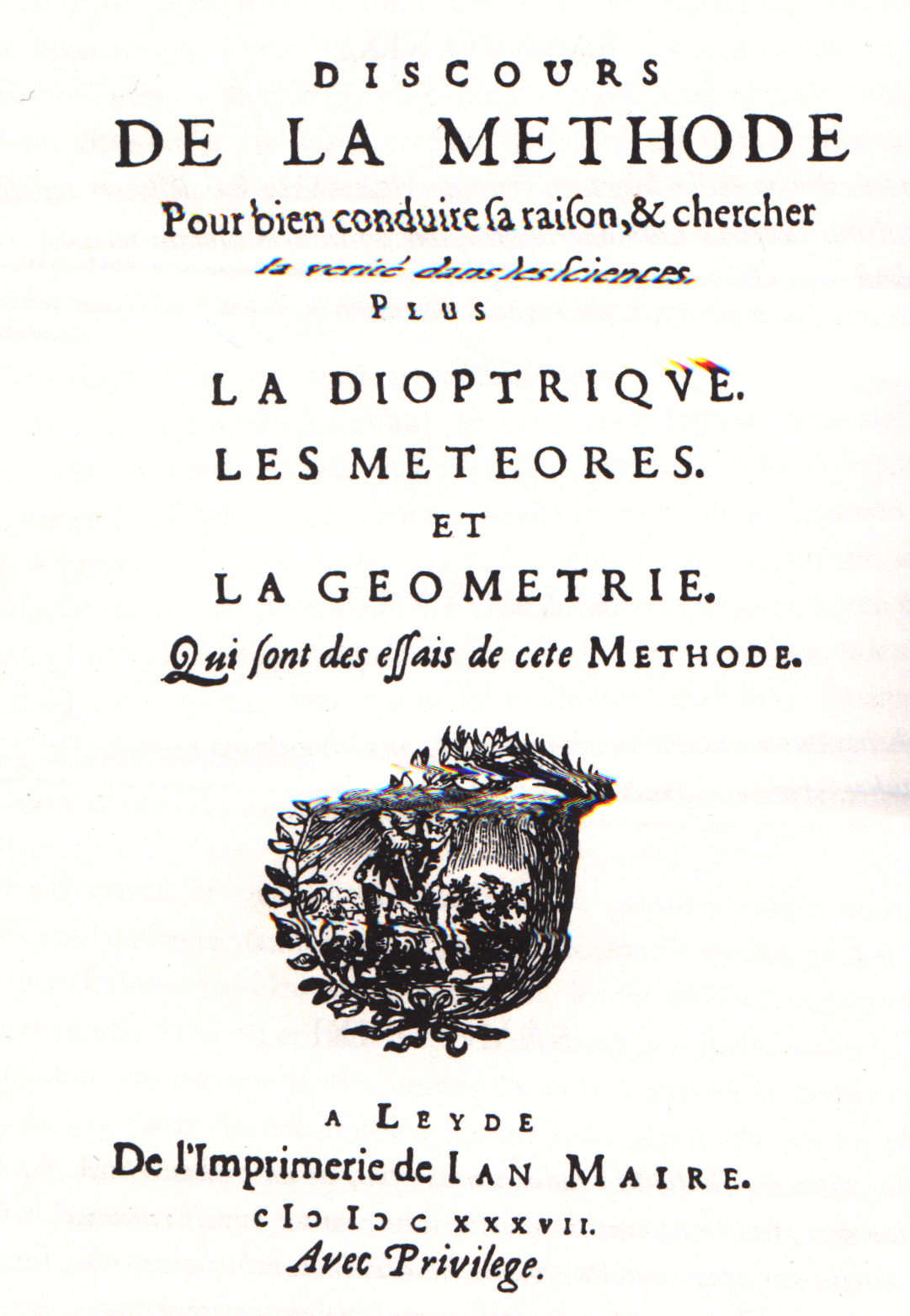
«Міркування про метод» Декарта

У 1637 побачила світ головна математична праця Декарта «Міркування про метод» (повна назва: «Міркування про метод, що дозволяє направляти свій розум і відшукувати істину в науках»).
У цій книзі викладалася аналітична геометрія, а в додатках — численні результати в алгебрі, геометрії, оптиці (у тому числі — правильне формулювання закону заломлення світла) і багато чого іншого).
Особливо слід відзначити перероблену Декартом математичну символіку Вієта, з цього моменту близьку до сучасної. Коефіцієнти він позначав a, b, c …, а невідомі — x, y, z. Натуральний показник степеня прийняв сучасний вигляд (дробові і негативні утвердилися завдяки Ньютону). З'явилася риска над підкореневим виразом. Рівняння приводяться до канонічної форми (у правій частині — нуль).
Символічну алгебру Декарт називав «Загальною математикою» і писав, що вона повинна пояснити «все, що відноситься до порядку і міри».
Створення аналітичної геометрії дало змогу перевести дослідження геометричних властивостей кривих і тіл на алгебраїчну мову, тобто аналізувати рівняння кривої в деякій системі координат. Цей переклад мав той недолік, що тепер треба було акуратно визначати справжні геометричні властивості, які не залежать від системи координат (інваріанти). Однак переваги нового методу були винятково великі, і Декарт продемонстрував їх у тій же книзі, відкривши численні положення, невідомі древнім і сучасним йому математикам.
У додатку «Геометрія» були дані методи розв'язання алгебричних рівнянь (зокрема геометричні та механічні), класифікація алгебричних кривих. Новий спосіб завдання кривої — за допомогою рівняння — був вирішальним кроком до поняття функції. Декарт сформулював точне «правило знаків» для визначення числа додатних коренів рівняння, хоча і не довів його.
Декарт досліджував алгебричні функції (многочлени), а також ряд «механічних» (спіралі, циклоїди). Для трансцендентних функцій, на думку Декарта, загального методу дослідження не існує.
Комплексні числа ще не розглядалися Декартом на рівних правах з дійсними, однак він сформулював (хоча і не довів) основну теорему алгебри: загальна кількість дійсних і комплексних коренів алгебричного рівняння дорівнює його степеню. Від'ємні корені Декарт за традицією іменував помилковими, проте об'єднував їх з додатними терміном дійсні числа, відокремлюючи від уявних (комплексних). Цей термін увійшов у математику. Втім, Декарт виявив деяку непослідовність: коефіцієнти a, b, c … у нього вважалися додатніми, а випадок невідомого знака спеціально відзначався трьома крапками ліворуч.
Усі невід'ємні дійсні числа, не виключаючи ірраціональних, розглядаються Декартом як рівноправні; вони визначаються як відношення довжини деякого відрізка до еталону довжини. Пізніше аналогічне визначення числа взяли Ньютон і Ейлер. Декарт поки ще не відокремлює алгебру від геометрії, хоча змінює їхні пріоритети; розв'язок рівняння він розуміє як побудову відрізка з довжиною, рівною кореню рівняння. Цей анахронізм був незабаром відкинутий його учнями, передусім — англійськими, для яких геометричні побудови — чисто допоміжний прийом.
Книга «Метод» відразу зробила Декарта визнаним авторитетом у математиці й оптиці. Прикметно, що видана вона була французькою, а не латиною. Додаток «Геометрія» був, проте, тут же перекладений латиною і неодноразово видавався окремо, розростаючись від коментарів і ставши настільною книгою європейських учених. Праці математиків другої половини XVII століття відображають сильний вплив Декарта.

### Механіка і фізика

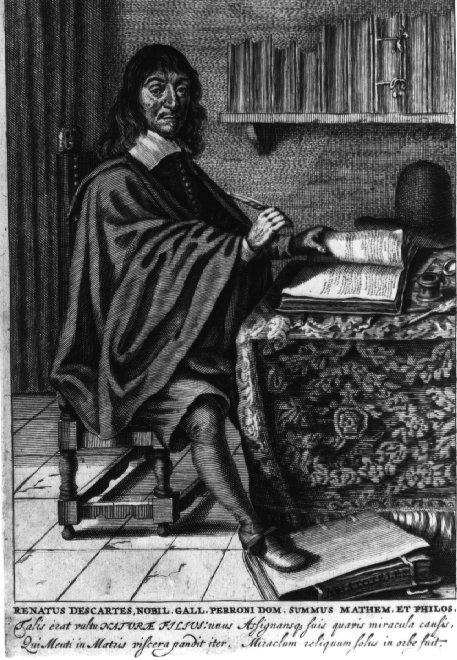
Декарт за роботою.

Фізичні дослідження відносяться головним чином до механіки, оптики і будови Всесвіту.
- Декарт ввів поняття «сили» (міри) руху (кількості руху), маючи на увазі під ним добуток «величини» тіла (маси) на абсолютне значення його швидкості, сформулював закон збереження руху (кількості руху), проте тлумачив його неправильно, не враховуючи, що кількість руху є векторною величиною (1664).
- Досліджував закони удару, вперше чітко сформулював закон інерції (1644).
- Висловив припущення, що атмосферний тиск зі збільшенням висоти зменшується.
- У 1637 вийшла у світ «Діоптрика», де містилися закони поширення світла, відбивання та заломлення, ідея ефіру як переносника світла, пояснення райдуги.
- Декарт першим математично вивів закон заломлення світла (незалежно від Вілеброрда Снеліуса) на межі двох різних середовищ[7]. Точне формулювання цього закону дозволило вдосконалити оптичні прилади, які тоді стали відігравати величезну роль в астрономії та навігації (а незабаром і в мікроскопії).

### Астрономія
В астрономії Декарт відомий як автор космогонічної гіпотези — теорії вихорів, яка протягом певного часу конкурувала з теорією всесвітнього тяжіння. Вважав, що Сонце (як і інші зорі) оточене ефірною речовиною, яка розповсюджується на великі відстані у всіх напрямах. Обертаючись, Сонце приводить в обертальний рух прилеглі області цієї речовини, потім вони, у свою чергу, передають його наступним областям, так що, нарешті, вся маса приходить в обертання. У цьому ефірному вихорі мчать навколо Сонця планети. Проте Декарт не зміг сформулювати закони планетних рухів, тому його гіпотеза не отримала подальшого розвитку.
Філософське вчення Декарта на противагу середньовічним поглядам ґрунтувалося на уявленні про безмежність й однорідність світової матерії (простору), який не має порожнеч і нескінченно подільний.

### Інші наукові досягнення
Найбільшим відкриттям Декарта, яке стало фундаментальним для подальшого розвитку психології, можна вважати поняття про рефлекс і принцип рефлекторної діяльності. Схема рефлексу зводилася до механічної реакції організму на подразнення. В уявленні Декарта організм тварини чи людини був машиною, механізмом. При такому розумінні живе тіло не вимагало більше втручання душі; функції «машини тіла», до яких відносяться «сприйняття, відображення ідей, утримання ідей в пам'яті, внутрішні прагнення … здійснюються в цій машині як рух коліщат годинника».
Поряд з ученням про тіло як механізм розроблялася проблема афектів (пристрастей) як тілесних станів, які є регуляторами психічного життя. Термін «пристрасть», або «афект», в сучасній психології вказує на певні емоційні стани.

## Філософське вчення

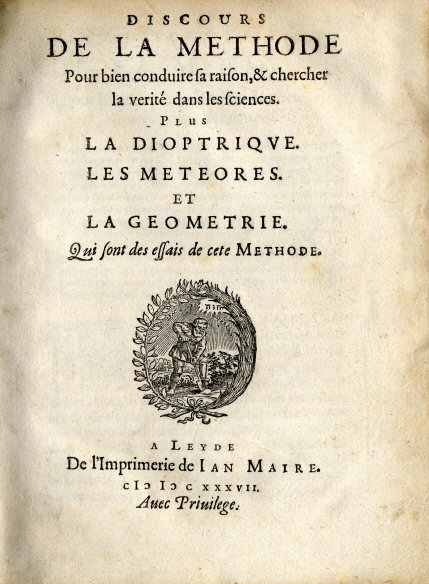

Декарт прославив своє ім'я великою кількістю трактатів із математики та філософії. Основні з них: «Геометрія» (1637), «Міркування про метод…» (1637), «Засади філософії» (1644). Крім того він заклав основи аналітичної геометрії, дав поняття змінної величини і функції, ввів багато алгебраїчних визначень, висловив закон збереження руху, дав поняття імпульсу сили. Автор теорії, яка пояснює утворення небесних тіл вихоровим рухом частинок матерії (вихори Декарта). Ввів поняття рефлексу (дуга Декарта).

### Теорія пізнання
Декарт був основоположником раціоналізму, установки, за якою наші знання складаються в основному або винятково із вродженого знання, ідей, які у нас уже є. Він поставив розум на перше місце, а роль досвіду звів до простої перевірки умовиводів інтелекту. Декарт вважав, що розум спроможний пізнати світ, проте, потребує правильного застосування, тобто методу. Він поставив собі мету заново обґрунтувати знання з огляду на нові досягнення в природничих науках тієї епохи, які він порівнює із частинами дерева: коріння — метафізика, фізика — стовбур, механіка, медицина та мораль — різні гілки. Останні з перелічених наук потрібні людині для опанування природи. Декарт сподівався припинити суперечки духовної еліти, якій він ставив у провину війни того часу. Його метод базується на індукції та дедукції:
1. Вважати істиною тільки те, що не викликає жодного сумніву.
2. Розкладати кожну складну проблему або завдання на простіші.
3. Методично переходити від відомого і дослідженого до невідомого й недослідженого (від простого евідентного знання до складнішого).
4. Не робити жодних пропусків у логічних ланках дослідження.

Декарт прагнув дослідити, яким чином можливе точне та надійне пізнання. Існує розрив між науковими знаннями та тим, що ми бачимо безпосередньо. Наприклад, Сонце насправді набагато більше від того, що ми спостерігаємо. Можливо, що органи чуття дурять нас, але ми цього не помічаємо. Сумнів у Декарта є методичним підходом — потрібно сумніватися в усьому, що не доведено строго. Декарт особисто не сумнівався в існуванні світу. Він припускав, що «Genius malignus» («злий Бог») може дурити людину в усьому, окрім того, що вона думає і щодо чого сумнівається.
Шукаючи положення, яке не можна було б поставити під сумнів, Декарт сформулював вислів «Cogito ergo sum» — «Думаю, отже, існую». Це єдине, в чому не можна сумніватися. Суб'єкт пізнання, людина, не може поставити під сумнів факту свого мислення. На відміну від Августина, який розвинув схожі думки, Декарт розвинув на базі цього положення свою систематику.
Після того, як доказане існування «я», потрібно показати його сутність. Для Декарта дух, душа, розум та розсудок є однаковими речами — атрибутами «свідомої істоти» (лат. res cogitans), яка сумнівається, розуміє, підтверджує, заперечує, бажає, фантазує тощо. Декарт першим запровадив у філософію поняття свідомості. Вміст свідомості складають думки: ідеї, афекти (вольові акти) та висновки. Тільки ідеї можуть бути правильними або хибними, оскільки тільки у ідей можна знайти відповідність або невідповідність до зовнішніх речей. У подальшій класифікації Декарт розділяє вроджені, запозичені та розвиті самою людиною ідеї. Вроджені ідеї є в будь-який час готовими поняттями. Вони також визначають результати пізнання.

## Метафізичні медитації(1641)
Методичний сумнів і cogito в загальних рисах були подані в "Міркуванні про метод". Сучасники попросили у Декарта розгорнутіших пояснень його метафізики. Декарт висвітлює ці питання в "Міркуваннях про першу філософію". Перед публікацією "Міркувань" він просить у свого кореспондента Марена Мерсенна (який написав "Питання про буття", 1623) зібрати заперечення найбільш розумних людей того часу (1640).

### Методичний сумнів
Щоб забезпечити ґрунтовність наших знань, ми повинні раз і назавжди знайти непохитну основу, з якої ми змогли б вивести все інше. Таким чином можна сказати, що картезіанський метод насправді починається із ставлення під методичний сумнів всіх знань, які нам здаються очевидними. Проте спочатку треба зробити декілька зауважень стосовно викладу картезіанського мислення. Хоча Декарт написав "Міркування про метод" французькою, для того щоб мати більшу аудиторію - в "сучасному" прагненні привернути на свою сторону групи освічених людей, на кшталт жіночої публіки, ворогів латинського вектора в ідеології шкіл і, можливо, згідно Мішеля Серфаті, турбуючись про демократизацію знання - він не радить слідувати за ним шляхами, які він дослідив: тому що потрібно самостійно випробувати наші знання, щоб досягнути впевненості; Декарт не може бути певним щодо свого читача. Сумнів і метод, таким чином, мають дуже помітні особливі аспекти, навіть якщо Декарт сподівається заснувати науки універсально (раціонально).
Тому що деякі люди не здатні до цього, через квапливість чи скромність, однак, слід не радити сумнів для більшості людей через надто великий ризик того, що вони помилятимуться все своє життя.
Серед знань, які є в нашому розумі Декарт розрізняє, ті які ми отримали змалечку і ті, про які ми дізналися з книг чи від наших наставників. ("Принципи філософії", I, 1).
Упередження та поквапливість нам заважають правильно судити. Ми повинні призупиняти наше судження. Натхненне скептичною концепцією епохи, картезіанське припинення судження тим не менше відрізняється від припинення судження скептиків, яке походить від рівноваги причин встановленої суперечливими причинами вірити в ту чи іншу річ. У скептиків сумнів веде до апатії, згідно їх, умови щастя. Навпаки, у Декарта сумнів це тільки основоположний момент в просуванні знання. Ми повинні сумніватися не тільки в наших упередженнях здобутих в ході виховання, а й в упередженнях отриманих від наших відчуттів, тому що відчуття можуть бути оманливими, як показує приклад оптичних ілюзій. Роблячи більш радикальним цей звичайний дослід (образ палички переломленої у воді), Декарт у першому метафізичному міркуванні, приходить до "гіперболічного сумніву": чи не могло б бути так, що наші відчуття обманюють нас весь час як у сні чи під час божевілля?
Картезіанський сумнів є "гіперболічним". Він відрізняється від сумніву скептиків, і сумніву Монтеня і він не базується на ставленні під сумнів самого об'єкта (його існування), а на ставленні під сумнів відношення суб'єкта до об'єкта. У Декарта сумнів полягає не тільки у припиненні судження, а навпаки у рішенні вважати хибним те, що зʼявляється тільки як ймовірне. Аргумент мрії дозволяє Декарту відкинути як помилкові всі сприйняття органів відчуттів, оскільки, як засвідчує досвід, наші відчуття іноді можуть виявитися оманливими. Але є ще кілька істин, які нам здаються дуже очевидними, тому що вони стосуються найпростіших елементів: є істини та особливо математичні ідеї. Тим не менш, трапляється, що ми також помиляємось, обчислюючи; але це ще не є найбільш радикальним сумнівом, що ми можемо створити, тому що ми можемо висунути гіпотезу про "Бога-обманщика", "хитрого генія", який створив би нас такими, щоб ми завжди помилялися ("Перші метафізичні медитації"). Тоді сумнів стає гіперболічним, і його довільний характер навіть робить з нього метафізичний сумнів, оскільки він більше не стосується лише почуттів і суджень, які ми можемо сформулювати з їх свідчень; цей сумнів є формулюванням гіпотези про те, що помилка та ілюзія онтологічно пов'язані з нашим розумом (основними режимами яких є розуміння та воля), і що вони можуть бути радикальними та непереборними; ніщо тоді не може вважатися абсолютно певним. І навіть математичні істини, якими очевидними вони не були б для нашого розуміння, можуть бути результатом обману, жертвами якого ми є. Методичним застосуванням цього гіперболічного сумніву ми можемо прийти до незмоги вважати щось за абсолютно певне, до незмоги будь-що вважати істинним чи хибним, до того що жодну живу істоту не можна вважати реальною.
В другому метафізичному міркуванні Декарт показує на прикладі шматка воску, що нас обманюють не так відчуття, як судження, які ми формулюємо на основі відчуттів. Саме розум сприймає шматок воску як протяжну речовину поза зовнішнім виглядом, кольорами і запахами, які ми можемо йому запозичити. Таким чином, якщо є помилка, вона може походити від поквапливості лише від нашої волі судити про те, що ми отримуємо за допомогою сприйняття; це для нас ознака недосконалості і невичерпне джерело помилок.

### Cogito
Але в цьому універсальному небутті, де ми розмістилися, методично сумніваючись, залишається щось в чому ми ніколи не зможемо сумніватися: ми знаємо, що ми сумніваємося, знаючи це, ми маємо безпосередню і ясну інтуїцію, що ми не є ніщо: коли я сумніваюсь, я знаю, що я існую, тому що коли є якийсь сумнів, необхідно, щоб хтось був тут, щоб сумніватися: соgito, ergo sum "я думаю, отже я є" ("Принципи філософії", §7). Ця інтуїція не сприймається як міркування (думати - це більше інтуїція, досвід); cogito не слід плутати із неповним силогізмом, якому бракує головної частини (наприклад: "Все, що думає існує/отже я думаю/отже я є"). Втім "отже" (еrgo) зникає з тексту медитацій, який спочатку наполягає на "я є, я існую" (ego sum ego existo). Sum передує cogito, ми є в метафізиці суб'єкта.
"Після того, як подумавши про це, і уважно вивчивши все, нарешті, потрібно зробити висновок, і дотримуватись як постійної того, що це речення:" я є, я існую ", обов'язково правда, завжди коли я його вимовляю, або осягаю його в моєму в розумі. Точно кажучи, я є не що інше як річ, що думає. Тобто річ, яка сумнівається, яка осягає, яка стверджує, яка заперечує, яка хоче, яка не хоче, яка також уявляє і відчуває. Після того як ця впевненість винесена на світло, виявляється, що вона не є таким знанням як інші. Дійсно знання і свідомість це не зовсім те саме. Я знаю, що я існую, але я не знаю, що я є. Я тільки знаю, що я думаю, тобто, я сумніваюсь, я відчуваю, я хочу і т.д. Отже, я є річчю, яка думає, тобто, мислячою реальністю (чи субстанцією, але це поняття субстанції буде введене Декартом в "Принципах філософії". Все починається для мене з моєї думки: моя найбільш певна і безпосередня реальність полягає у цій свідомості моєї мислячої реальності.
Цією ремаркою незначною на вигляд Декарт викидає традиційний «есенціалізм» людської природи: помилково стверджувати, що я раціональна тварина (розумна тварина), як це стверджує класичне визначення людини, тому що я не знаю, ні що є тварина, ні що є розум, ні ще менше, як він локалізується в людині. Отже Декарт досяг первинної впевненості, але, здається з неї, важко вивести будь-які знання. Декарт, здається, замкнувся в тому, що називається "соліпсизмом". Питання полягає в тому, щоб дізнатися чи ми можемо надати реальну, об'єктивну основу нашому знанню, це стверджує Декарт:
"Приділіть мені лише вашу увагу; я відведу вас далі, ніж ви думаєте. Дійсно, це з цього універсального сумніву я вирішив вивести знання про Бога, про вас самих і про все, що вміщує світ." - Пошук правди за допомогою натурального світла.

### Ідеї
Тоді Декарт аналізує ідеї, які ми маємо незалежно від їх істинності чи хибності; Він їх вивчає такими, якими вони є в мисленні, як представлення (тобто як такі, які мають esse objectivum). Таким чином Декарт розташовується "по цю сторону" істинного і хибного за допомогою радикального і антисхоластичного розрізнення esse objectivum і esse formale. Він аналізує ідеї, які знаходяться в його свідомості у світлі принципів, які ми інтуїтивно сприймаємо як очевидні. Отже, деякі з наших ідей здаються такими, що надходять із зовнішнього світу, інші такими що йдуть від нас. Усі ці ідеї повинні мати причину, це принцип, що постулюється Декартом як інтуїтивний, кожний наслідок повинен мати причину (принцип причинності), ми також побачимо, що він використовує цей "онтологічний" принцип, згідно якого наслідок не містить більше реальності, ніж його причина.
За Декартом ми маємо в нас ідею нескінченної істоти, суму всіх досконалостей і реальностей. Але, очевидно, ми не можемо бути її авторами.
Поняття нескінченного не може походити від недосконалої істоти: недосконалої істоти, тобто, цієї мислячої субстанції, яка сумнівається і бажає. Ця ідея не є ні конструкцією нашого розуму, побудованою з елементів досвіду, (де б ми знайшли цю ідею в окремішніх речах. Всяка зовнішня причина є закінчена, обмежена.), ні незалежним творінням нашого недосконалого розуму. Міркування Декарта постулює тоді певні аксіоми і може бути сформульовано так:
- тому що кожен наслідок має причину,
- і тому що причина має не менше реальності, ніж наслідок,
- потрібно, щоб ця ідея безкінечного була спричинена якоюсь досконалою істотою, яка є її справжнім автором;
- отже Бог існує.

Бог існує, і ідея, яку я маю про безкінечне є міткою, що він лишив на своєму творінні; це мітка творця на своєму творінні. За Декартом, ця ідея в нас вроджена: як тільки я думаю, ясність та очевидність моєї здатності думати мене змушує осягнути, що Бог існує.
Тим не менше вродженість ідеї не значить, що вона мені надається негайно: вона розвивається в нас із нашою думкою, щоб стати інтуїцією: "Вроджені ідеї походять від самої здатності думати".
Оскільки існування Бога підтверджене, Декарт думає, що володіє твердою впевненістю, щоб заснувати наші знання. Однак відзначимо, що основою цього міркування є принцип причинності. Отже можна з Паскалем запитати себе чи дійсно Декарт мав потребу в Богові, щоб заснувати науку.
Але тепер потрібно зрозуміти, як знання стають можливими з урахуванням цієї вродженої ідеї, яка є нескінченістю. Недосконала істота помиляється і може бути обдурена. Ідеальна істота не обманює, тому що обман походить від недостатку і його не можна приписати Богові без протиріччя. Якщо Бог існує і якщо за допомогою вроджених ідей я "беру участь" в його досконалості, тоді помилка більше не результат онтологічного дефекту (хитрий геній, радикальна неможливість будь-яких знань), а походить єдино від скінченності моїх здібностей. Ця досконалість Бога, яку ми сприймаємо вродженим чином пояснює, що ми сприймаємо себе недосконалими. Це тому в нас є ідея досконалості, ми можемо визнати нашу недосконалість. Суб'єктивна недосконалість (недосконалість суб'єкта, мислячої субстанці) передбачає об'єктивну, онтологічну досконалість, одним словом існування Бога. Результат пошуку первинних основ закінчується введенням Бога в теорію знання. Сама ідея природи (яку вивчають науки) буде цим змінена:
" Під природою в загальному розумінні я не розумію зараз щось інше за самого Бога чи порядок і розміщення, які Бог встановив у зовнішніх речах".
Отже що таке знання? Це знати порядок і закони природи за допомогою нашої участі в божественній досконалості. Мальбранш, часто скупіший за Декарта, скаже, що ми бачимо себе в Бозі. Те, що ми знаємо це вічні істини створені абсолютною і незмінною волею Бога.

### Різні докази існування Бога
Розрізняють чотири докази існування Бога надані Декартом: три в третьому міркуванні і один в пʼятому.
- Перший доказ спирається на два принципи: перш за все в ідеї потрібно відрізняти її "формальну реальність" від її "об'єктивної реальності". Формальна реальність ідеї - це її дійсна реальність, тобто те, що насправді існує. Об'єктивна реальність - це здатність самої ідеї представляти реальність. Тоді слід визнати як другий принцип, що в "об'єктивному" ефекті не може бути більше реальності, ніж у "формальній" причині. Цей перший доказ випливає з вивчення ідей, які є в мені: у всіх цих ідеях я знаходжу ідею абсолютно нескінченної істоти, що має всі досконалості: це ідея Бога. Отже, як скінченна істота, як "фізично" так із точки зору здорового глузду, я сам не можу бути автором цієї ідеї, тому що вона містить більше об'єктивної реальності, ніж мій здоровий глузд може зрозуміти. Отже повинна існувати вища істота, яка помістила цю ідею в мій здоровий глузд: Бог. Отже, аргумент полягає в тому, що я, який є скінченною істотою, не можу бути джерелом ідеї нескінченності, як я її розумію (тобто дуже позитивно, а не як просте обмеження скінченного).
- Другий доказ посилається не на причину моїх ідей, а на причину мене самого, тобто він шукає автора моєї істоти. Після вивчення декількох можливостей (я сам є творцем свого буття, я не створений ...), Декарт приходить до висновку, що тільки Бог може бути творцем мого буття. Отже, "лише з того, що я існую ми обов'язково повинні зробити висновок, що ідея суверенно досконалої істоти, тобто Бога, є в мені, існування Бога дуже очевидно продемонстровано".
- Третій доказ, наданий Декартом, - це кореляція вчення про "продовжене творіння": не тільки Бог є творцем мого буття, більше того, він створює кожну його мить, як він створює кожну мить всякої речі, що існує. Я можу кожної миті підтримувати моє існування лише за сприяння Бога.
- Нарешті, четвертий доказ, доказ, який Кант в "Критиці чистого розуму" назве "онтологічним" доказом існування Бога. Цей доказ, вже присутній у Сент - Ансельма, ґрунтується на самому визначенні Бога: ідея Бога - це ідея абсолютно досконалої істоти; він не може бути позбавлений існування, оскільки йому бракуватиме досконалості (існування), що суперечить його визначенню. Декарт має майже математичну концепцію цього доказу: так само, як трикутник не може бути заданий, щоб сума його кутів не дорівнювала двом прямим, ідея Бога не може бути надана без того, щоб звідси випливало його обов'язкове існування. Цей доказ, здається, є найсильнішим з чотирьох, оскільки він призводить до внутрішнього логічного протиріччя, якщо ми постулюємо не-існування Бога.

### Причинність
Ще одна складність декартової метафізики пояснюється використанням причинності у доказах існування Бога. Дійсно, такий принцип загрожує вийти за рамки самої ідеї Бога, бо чи не повинно бути на основі принципу причинності, що Бог також має причину? Щоб вирішити цю складність, Декарт розрізняє те, що має причину поза собою (субстанція в широкому розумінні) та те, що має свою причину в собі (субстанція сама по собі). Отже, можна представити собі, що Бог, в певній мірі, є власною причиною (і Декарт наполягає на нюансі: " sit quodammodo sui causa, він є певним чином причиною себе"). Відношення Бога до самого себе, так би мовити, є відношенням причини до ефекту. Але це лише спосіб говорити, який не слід сприймати буквально, щоб не потрапити в протиріччя. Декарт пояснює, що такий спосіб вираження за аналогією з ефективною причиною є одночасно корисним для розуміння того, що обговорюється і необхідний для вирішення поставленого питання:це дає змогу покласти край нескінченній регресії в пошуках причини мого існування.
Це відношення причинності, властиве виключно вищій істоті, зазвичай називають causa sui. Цей зв'язок пояснюється, за Декартом, ідеєю всемогутності: нескінченна могутність Бога дозволяє йому існувати самому. Таким чином, Декарт здійснює синтез між поняттям субстанції та поняттям причини себе самого. Класичне заперечення (сформульоване Антуаном Арно) проти цієї ідеї субстанції полягає в тому, що людина не може дати те, чого не має: причина передує наслідку, і тому необхідно, щоб Бог уже існував раніше, ніж бути власним… наслідком. Ми бачимо, що ця ідея також передбачає, що ми розрізняємо в Богові минуле, теперішнє та майбутнє, і що ми насамперед пов’язуємо з ним просту можливість існування, яка була б недосконалістю його істоти. Відповідь Декарта полягає в тому, що не можна не застосувати принцип причинності до Бога, принаймні як вимогу: «немає жодної речі, що існує, про яку не можна було б запитати, яка її причина чому вона існує. Це справді може вимагатися від самого Бога не тому, що він потребує якоїсь причини, щоб існувати, а тому, що сама неосяжність його природи є причиною, чому він не потребує жодної причини, щоб існувати».
Але ця причинність у випадку Бога може бути осягнута нами лише за аналогією, оскільки наші здібності надто недосконалі, щоб зрозуміти його (можна осягнути Бога як причину самого себе, без того щоб його зрозуміти). З обмеженості нашого розуміння випливає, що ми осягаємо, що лише Бог може бути сприйнятий як причина Бога, бо інакше він був би наслідком іншої істоти і не був би нескінченним.
Що стосується відношення часу,що включає причинність, воно не є дійсним для Бога: Бог вічний і незмінний. Але перш за все Декарт пояснює, що причина завжди сучасна зі своїм наслідком, оскільки вона є причиною лише тоді, коли вона його породжує. Остання складність, яка висувається проти картезіанської системи, полягає в тому, що ми не розуміємо, як із істоти, абсолютно досконалої в усіх відношеннях, можуть народитися кінечні, а отже, також частково недосконалі істоти. Основа всього досконала, але в цих речах залишається недосконалість. Для Декарта це заперечення не бере до уваги той факт, що вся скінченність є лише обмеженням, запереченням: небуттям буття. Тут є неявна теодицея: створені речі обов’язково скінченні, і їхня скінченність все ж є джерелом досконалості для світу, якщо ми розглядаємо його в цілому.

### Принципи філософії(1641)
Декарт встановлює класифікацію знань, порівнюючи знання з деревом:
"Таким чином, вся філософія схожа на дерево, коріння якого є метафізикою, стовбур - це фізика, а гілки, що виходять з цього стовбура є всіма іншими науками, які зводяться до трьох основних, медицини, механіки і моралі, я маю на увазі найвищу і найдосконалішу мораль, яка передбачає цілковите знання інших наук і є найвищим ступенем мудрості. Оскільки плоди приносять не корені і стовбури дерев, а тільки кінчики гілок, то основна цінність філософії залежить від тих частин, які можна вивчити останніми."

#### Субстанція в "Принципах філософії"
Схоластична концепція субстанції мало обговорювалася в "Медитаціях про первинну філософію". Декарт більше приділяє уваги цьому пункту в "Принципах філософії" (1644). Ідея Бога у Декарта зовсім не порівнювана із ідеєю Бога у людей, які не займаються філософією. Для Декарта Бог це абсолютна субстанція, яка заключає в собі всю реальність, всі можливі досконалості, і всі можливі якості. Бути субстанцією це означає існувати сама по собі (per se) без допомоги іншої істоти ("Принципи філософії" I, 51). Власне кажучи, лише Бог є субстанцією: всі істоти, створені Богом, справді скінченні і залежать від нього. Ось чому Декарт стверджує, що поняття субстанції не є однозначним: тільки Бог є, власне кажучи, субстанцією. Однак для створених речей ми говоримо про субстанцію, коли їм потрібна лише звичайна підтримка Бога, щоб продовжувати існувати; інші речі є "якостями чи атрибутами цих субстанцій" ("Принципи філософії"I, 51). Таким чином, думка є атрибутом мислячої речовини (res cogitans), тоді як протяжність є атрибутом матеріальної речовини. Для Декарта думка єдина не може бути причиною мого існування як мислячої речі: потрібна дія, яка створює мене, як мислячу субстанцію, і підтримує мене в існуванні. Я сам не виходжу з небуття, і я не маю сили підтримувати себе самого. Тому є істота, чия дія - підтримувати творіння в стані: це теорія продовженого творення. Спростування було сформульовано Гоббсом і Гасенді, ми знаємо тільки якості (атрибути, феномени): ми не маємо жодного безпосереднього сприйняття речовини. Однак Декарт допускає, що ми не сприймаємо, як таку, жодну субстанцію; він стверджує, що ми однак можемо її мислити (точніше сприймати її чітко та виразно) і що ми можемо її знати (точніше розуміти) через її атрибути ("Принципи філософії"I, 52). Таким чином, це тому що я усвідомлюю процес думки я можу зробити висновок про існування мислячої субстанції: cogito, ergo sum. Я бачу, що я думаю; отже думка є атрибутом мислячої субстанції; отже я мисляча субстанція. У Декарта немає атрибуту без субстанції: "небуття не має жодного атрибуту, властивості чи якості: ось чому коли зустрічають когось, праві зробити висновок, що він є атрибутом якоїсь субстанції і що ця субстанція існує": інакше кажучи не може бути думки без мислячого суб'єкта. Цю точку зору критикуватиме Ніцше, заперечуючи можливість зробити висновок із думки про мислячий суб'єкт.
Спіноза заперечував дуалізм картезіанської субстанції, розробляючи монізм субстанції: тільки Бог може називатися субстанцією. Матеріальні субстанції як їх розуміє Декарт, тобто ті яким непотрібна підтримка Бога для існування віднесені Спінозою до рангу модифікацій первинної субстанції, не мають відтоді незалежного існування.

### Зв'язок тіла і душі
Душа для Декарта є самостійною субстанцією, душею володіють лише мислячі істоти. Для Декарта існує велика різниця між душею і тілом: душа — це мисляча субстанція (res cogitans або «річ, що мислить»), матерія — це «протяжна» субстанція (res extensa або «протяжна річ»). Через цю відмінність між мислячою субстанцією та протяжною субстанцією, тобто також між душею та тілом, часто говорять про картезіанський дуалізм. Починаючи з cogito, Декарт робить самосвідомість первісним фактом. Цією «свідомістю» я можу мислити душу, як мислячу субстанцію, цілком незалежну від тіла. Ми можемо мати, каже він, ясне і виразне знання про душу, незалежно від тіла: отже, це робить її «справді відмінною» субстанцією ("Принципи філософії", I, 60).
Отже, людина складається із двох субстанцій. Це породжує іншу складність (поставлену, наприклад, принцесою Єлизаветою Богемською, принцесою Палатинською під час їхнього листування): як розуміти єдність душі та тіла?
З одного боку, таке уявлення про душу спричиняє очевидне порушення принципів картезіанської фізики: справді, душа виробляє рухи без «протяжної» компенсації: вона модифікує рух тваринних духів і навіть сама модифікується цим рухом, але вона залишається духовним принципом, який не зводиться до механізмів природи. Ідея душі, таким чином, суперечить принципу інерції.
З іншого боку, якщо душа діє на тіло і навпаки, тоді ці дві субстанції не можуть бути «абсолютно» незалежними одна від одної: причинність передбачає відношення залежності.
Отже, душа і тіло перебувають у певній спільності, і їх взаємна незалежність, підтверджена Декартом, робить цей союз «відносно» незрозумілим.
Декарт визнає ці труднощі: справді,каже він, ми не можемо зрозуміти цього союзу, але тим не менше відчуваємо його протягом усього життя.
Це, так зване, «істинне» розрізнення між тілом і душею, не суперечить отже їхньому союзу: картезіанський «дуалізм» не означає, що душа і тіло повністю розділені: існують «певні речі, які ми відчуваємо в собі, які не повинні приписуватися лише душі, а також лише тілу, але тісному союзу, який існує між ними […]: такими є апетит, спрага та емоції чи пристрасті душі, які не залежать від міркування, наприклад, емоції гніву, радості, смутку, любові тощо.такими є всі відчуття, такі як світло, кольори, звуки, запахи, смак, тепло, твердість і всі інші якості, які підпадають лише під відчуття дотику.("Принципи філософії", I, 48).

#### Психологічні базові механізми
Якими є наслідки цього дуалізму для створення картезіанської психології? І головним чином через розрізнення, зроблене Декартом між суто духовними явищами та явищами, що виникають внаслідок впливу тіла на душу. Таким чином, сприйняття органів чуттів - це вплив тваринних духів на душу за допомогою шишкоподібної залози. Тоді в нас є механізм так проаналізований Декартом:
- спровоковані рухи в мозку;
- дія цих рухів у мозку на душу за допомогою шишкоподібної залози;
- судження, які з цих рухів ми виносимо про зовнішні речі ;

Цей третій момент - виключно факт душі, і саме він приводить нас майже мимоволі до судження про існування зовнішніх речей.

#### Здібності людини
Цей опис психологічних механізмів дає змогу визначити деякі наші здібності.
Таким чином, пам’ять про матеріальні речі - це збереження певних слідів рухів, спричинених у нашому мозку. Так само уява пояснюється лише тілесними рухами, пов'язаними з певною діяльністю душі. Тільки думка є активною, в тому сенсі, що вона не потребує матеріальних рухів: за Декартом, думка можлива без сприйняття та без уяви. Декарт робить аналогічне розрізнення щодо наших дій: апетит - це рух, що виробляється тілом, тоді як воля належить лише до душі. Таким чином, наша воля не залежить від будь-якого відчутного впливу, більше того , природна причинність не впливає на нашу волю.

#### Помилка це недостача, але не заперечення
Ця незалежність волі також є ознакою нашої відносної досконалості: хоча наше мисленнєва здатність є недосконала (ми не все розуміємо;див. що було сказано в розділі про теологію), наша воля необмежена, і вона простягається далі, ніж мисленнєва здатність. Ця різниця в досконалості між волею та мисленнєвою здатністю дозволяє Декарту розробити "психологію помилки": помилка виникає, коли ми даємо нашу згоду на те, що наше мисленнєва здатність не розуміє ясно і чітко. Причина помилки не є ні в волі (досконалість, яка наближає нас до Бога найбільше), ані в мисленнєвій здатності (ми можемо усвідомити її недосконалість), але в їх поєднанні, коли ми виносимо судження поквапливо і судимо на основі наших забобонів. Бог, який є досконалим не може бути причиною нашої помилки: ми відповідаємо за наші помилки, які є результатом того, що ми не тримаємо нашої волі в рамках розуму. Помилка є лише з нашої точки зору, тобто, це знак нашої недосконалості; але це ніщо з точки зору Бога, тобто заперечення, оскільки помилка не має істотного існування і є результатом факту, що "Бог не дав нам усього, що" він міг би нам дати, і [...] що він не повинен нам давати ». Але оскільки помилка не впливає на саму нашу природу, тож це лише "недосконалості нашого способу дії". За допомогою цього Декарт виступає проти августинської песимістичної концепції людської природи.

### Бог та метафізика
Декарт вірив у Бога як досконалу істоту, існування якої він ніколи не ставив під сумнів. Якби не було Бога, тоді він не був би досконалим. Оскільки людина є недосконалою істотою, а із недосконалого не може вийти щось досконале, то Бог існує за межами людської уяви. Отже, існування Бога є джерелом об'єктивного значення людського мислення. А оскільки Бог у своїй досконалості не обманює людину, а дає їй можливість пізнання, не може бути обманом те, що людина має тіло, природа існує, а 2 плюс 2 дорівнює 4. Неправильні сприйняття спричинені тим, що Бог наділяє нас свободою одне називати правильним, а друге — неправильним, що і є доказом нашої богоподібності. Таким чином Декарт ставив світ на метафізичний фундамент.
Декарт був противником арістотелізму, як, між іншим, і Томас Гоббс, його конкурент. Тому він відкидав телеологію, заміняючи її на каузалістику, створюючи таким чином підґрунтя для механіки. У механічному світі, подібному до годинника, Бог є основною пружиною, рушієм. Після приведення світового механізму в рух розвиток Всесвіту визначається самостійно. Декарт також відкидав органіку Арістотеля, вважаючи людське тіло машиною із кінцівками, які взаємодіють із мозком через рефлекторний акт. Дух є королем тіла. Проте в аристотелівському дусі він визначає душу, яка має здатність до мислення, та волю, що утворює різницю між трупом та живою людиною.
В основі філософії Декарта лежить дуалізм душі та тіла. Декарт поділяє буття на світ об'єктів («рес екстенсе») та світ думок («рес когітанс»). «Рес екстенсе» є фізичним тілом, об'ємним, його можна розділити, розрушити, воно підлягає правилам каузальності. А «рес когітанс» не має об'єму, неподільний, але має мислення. Дух, який належить до останнього, є суб'єктом пізнання, який стоїть перед об'єктивним світом. Проблему дуалізма — поєднання цих двох постатей / царств Декарт не зміг вирішити. Її вирішує, зокрема, Спіноза, який висуває тезу «психофізичного паралелізму», відповідно до якої співвідношення між духом та тілом базується на тому, що обидві є формами явищ однієї й тієї ж самої субстанції, які поводять себе паралельно одна до одної.
Субстанція, за Декартом, є щось, що існує й не потребує нічого іншого для свого існування. Бог є в цьому сенсі єдиною субстанцією. Він також вважає матеріальні речі та душу субстанціями, оскільки вони зумовлені тільки існуванням Бога.

### Етика

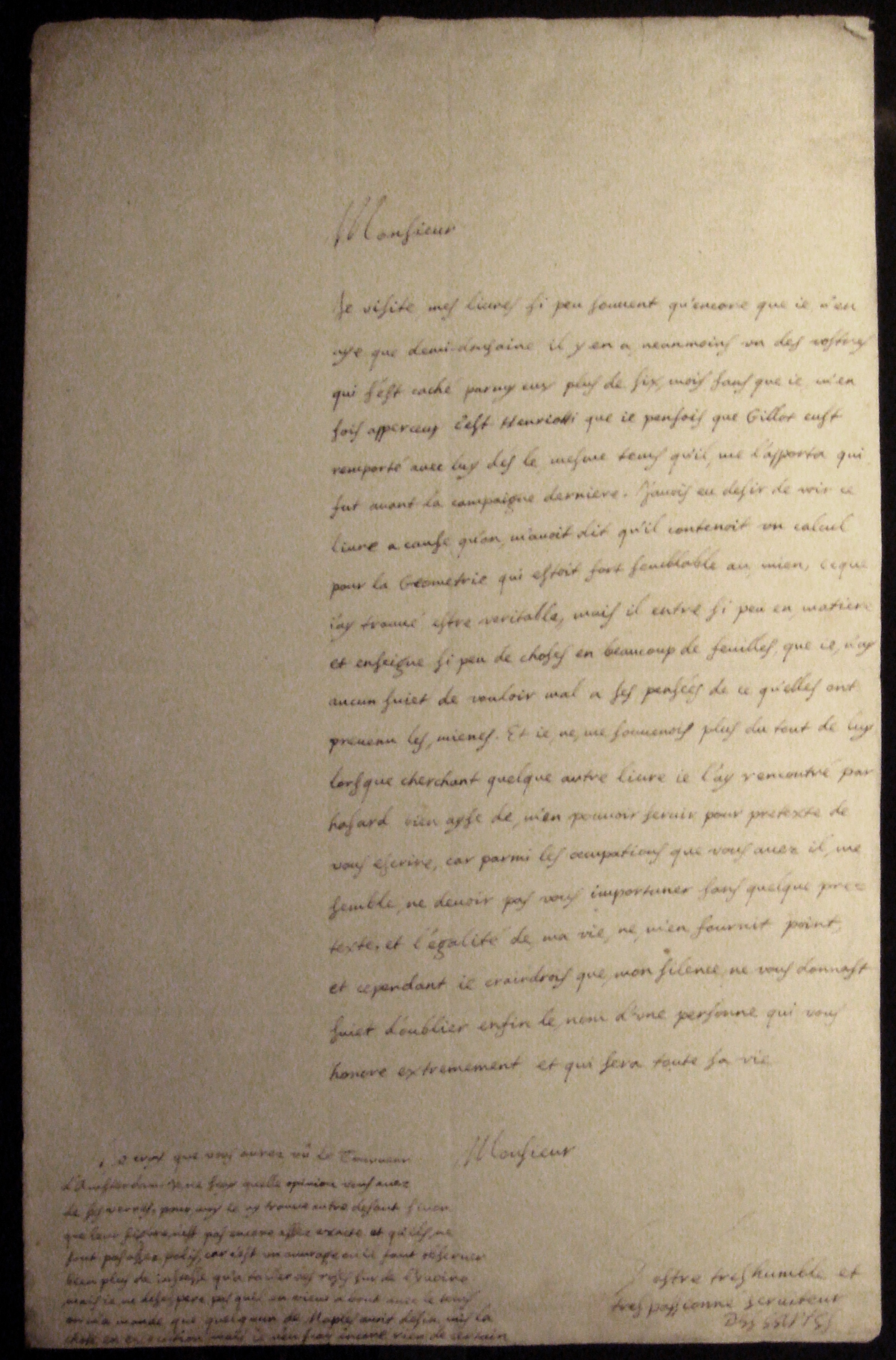
Лист написаний рукою Декарта, грудень 1638 р.

На думку Декарта, перш ніж визначити для себе правила поведінки, не можна в усьому сумніватися, потрібно знати максими провізоричної моралі, яка допомагає досягненню ойдеймонії (щастя):
1. Дотримуватися всіх законів та звичаїв країни походження. Жити за середніми поняттями людей свого оточення. Не приймати жодних обов'язків.
2. Завжди бути впевненим у ситуації, в разі непевності — вибирати за найвищою ймовірністю, уникаючи таким чином докорів сумління.
3. Підлаштовуватися під світ, ніж, навпаки, підлаштовувати світ під себе (тут відчувається вплив стоїцизму). Єдине, що є в нашому розпорядженні — це розум. Воля прагне тільки того, що їй пропонує розум, отже не може прагнути нічого недосяжного.
4. Спрямовувати життя на розвиток розуму та пізнання.

## Твори
- «Геометрія» (1637)
- «Міркування про метод…» (1637)
- «Медитації про першу філософію…» (лат.) / «Метафізичні медитації» (фр.) (1641)
- «Начала філософії» (1644)

## Українські переклади
- Рене Декарт. Метафізичні розмисли. Пер. з франц. Зої Борисюк — Київ: Юніверс, 2000, с.21-298.
- Уривки з «Міркування про метод» на проекті «Візія» (українською мовою)

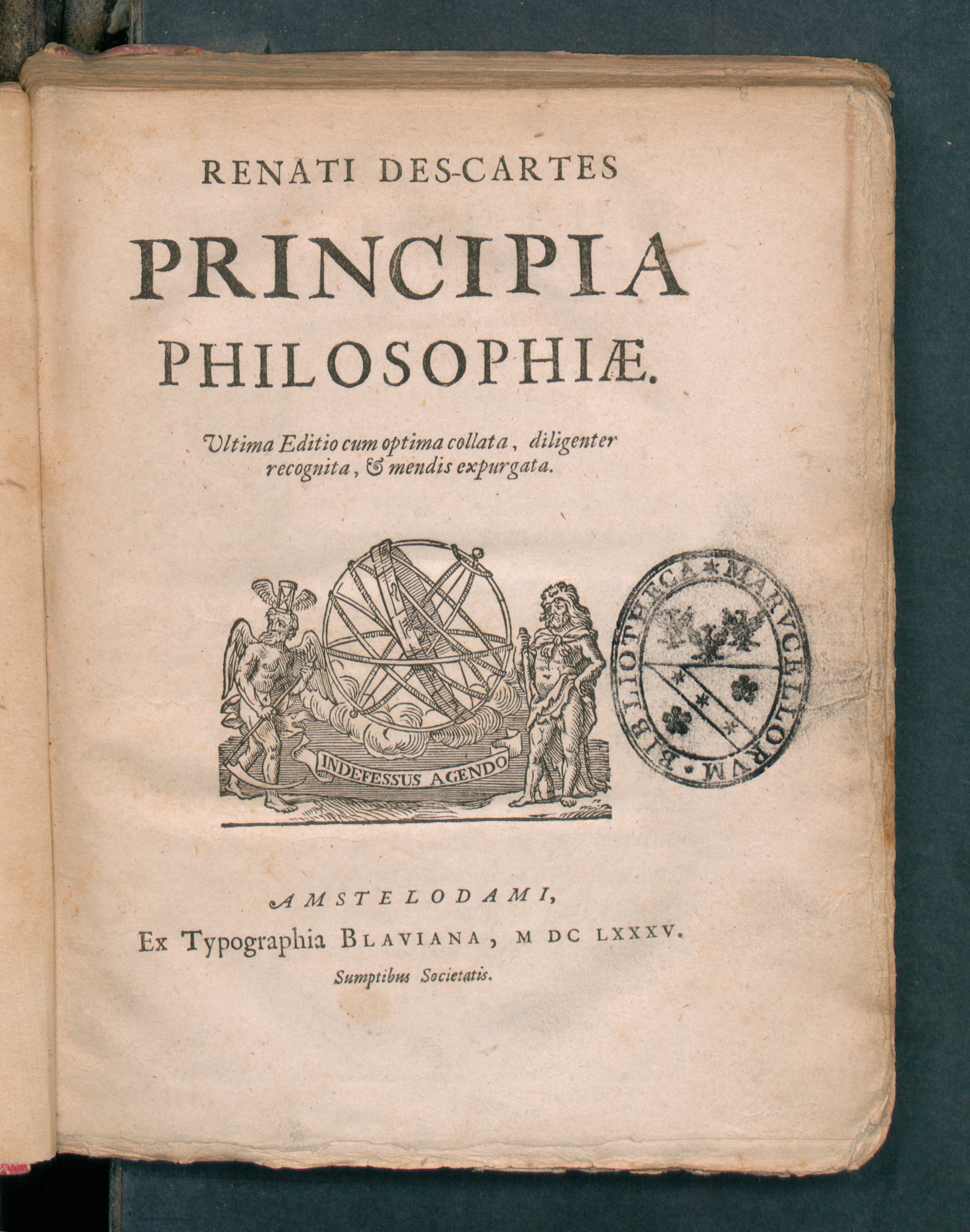
Principia philosophiae, 1685

- «Медитації» Декарта у дзеркалі сучасних тлумачень: Жан-Марі Бейсад, Жан-Люк Марйон, Кім Сан Он-Ван-Кун / Пер. з фр. і лат. – Київ: Дух і Літера, 2014. — 368 с.
- «Медитації» Декарта у дзеркалі сучасних тлумачень: Жан-Марі Бейсад, Жан-Люк Марйон, Кім Сан Он-Ван-Кун / Пер. з фр. і лат. Уклад О. Хома. 2-е вид., випр. та доповн. – Київ: Дух і Літера, 2021. — 432 с.

## Вшанування пам'яті
Вулиця Рене Декарта у місті Київ.
Вулиця Декарта у місті Львів